# Saint-Priest-Bramefant
 Saint-Priest-Bramefant  là một xã ở tỉnh Puy-de-Dôme trong vùng Auvergne-Rhône-Alpes, Pháp. Xã này có diện tích 19,06 km², dân số năm 2006 là 824 người. Khu vực này có độ cao trung bình 264 mét trên mực nước biển.